# 酒是故鄉醇
《酒是故鄉醇》（英語：Country Spirit）是香港電視廣播有限公司拍攝製作的清末民初劇集，全劇共42集，由林家棟、佘詩曼、鄧萃雯、馬德鐘及秦沛領銜主演，並由元華及盧海鵬聯合主演，監製劉仕裕，此劇為無綫電視34週年台慶劇。這套鄉土劇於2001年播出時，由於《茶是故鄉濃》收視理想，所以電視開拍同類劇集《酒是故鄉醇》。此劇於2004年3月29日至2004年6月1日期間於翡翠台14:35重播；於2008年12月18日至2009年4月15日期間於翡翠台17:55再次重播，於2024年於千禧經典台重播。
此劇為林家棟最後一套拍攝的無綫電視劇集，其後林家棟轉投電影界發展。
故事講述釀酒的故事，主角阿純亦會在友情和愛情中歷經波折。
此劇取景的地方主要包括中國廣西賀州姑婆山國家森林公園、廣西賀州市賀街鎮，鵝塘鎮，沙田鎮，黃田鎮及蓮塘鎮、廣西昭平縣黃姚風景旅遊區、廣西賀州大桂山林場及廣西崇左市大新縣的德天瀑布等地。當中的拍攝曾獲贺州地区电视台:1656、廣西賀州地區行政公署的支持。

## 劇情梗要
高純（林家棟飾）自幼無父，因此，被鄉民稱呼為孽種。他的母親劉玉鳳因受往日的情傷而成了瘋婦，幸而當地大酒坊"九鋪香"當家古世龍（秦沛飾）收留他們母子。世龍身為當家，精明慎密，對人極為嚴苛冷漠。他擅於利用手段，不重視親情，與兄長古世熊（盧海鵬飾）處於敵對關係。他唯一信任的只有妹妹古瑤（鄧萃雯飾）。世龍獨子古桂生（馬德鐘饰）為國從軍，音訊全無，不久，更傳出桂生乘搭之船發生爆炸的消息，古家眾人均以為桂生已死，决定替他安排冥婚，因為冥婚的關係，鄉民們均抗拒婚約。最后以拉橫水渡為生的黎順風（佘诗曼饰）為替父還債，而决定進行冥婚嫁入古家。世龍長兄世熊對酒坊大當家之位虎視眈眈，用盡千方百計欲重奪家業，不久，世龍中風不能再掌管酒坊，古家各人均對酒坊大權虎視眈眈，卻只有瑤對鬥爭十分厭惡，不願捲入是非之中，拒絕接管打理。世龍深感無助，這時，只有純和以冥婚方式嫁給世龍子桂生的順風不離不棄、盡心盡力地照顧世龍，及協助他打理酒廠生意。世龍非常感激，發覺順風是釀酒的人才，於是把當家之位交給順風。正當純與順風感情更進一步之際，大難不死的桂生回來後，使純、順風、瑤、桂生等四人的關係頓時變得進退兩難……
不久，外貌與瑤舊情人裘真極為相似軍閥少帥張梓山（曾偉權分飾）領軍進駐酒坊附近一帶，並企圖奪取九鋪香及迫瑤嫁給他，但並不成功。隨後，戰亂紛起眾人均逃難，純更不知所踪......

## 演員表

### 古家
| 演員   | 角色   | 暱稱／關係 |
| 盧海鵬 | 古世熊 | 金舌頭 于第37集以詭計奪取「九舖香」當家之位 「九舖香」勾對房主管（第1-37集） 古少亭及鍾明珠之長子 古世龍、古瑤之兄 鄧蓮之夫 古桂霖、古琤瑜之父 古桂生之大伯 為人心胸狹窄、老謀深算 跟古世龍爭鋒相對，後和好 于第28集勾結古桂霖、谷兆堂兩兄妹、羅鎮英對付和誣陷黎順風及阿純 于第39集被古桂霖毒害至失明 于第41集兄弟冰釋前嫌 |
| 馮素波 | 鄧 蓮  | 古世熊之妻 古桂霖、古琤瑜之母 古世龍及古瑤之大嫂 谷燕歡之妯娌，與其爭鋒相對，後和好 于第41集協助重建古宅 |
| 秦 沛  | 古世龍 | 古老闆、老闆 「九舖香」當家 古少亭及鍾明珠之次子 古世熊之弟 古瑤之兄 古桂生之父 古桂霖、古琤瑜之二叔 年輕時，收留劉玉鳯丶阿純 阿純之誼父 為人精明慎密，對人嚴苛冷漠，擅利用手段，不重視親情 跟古世熊爭鋒相對 一直盼古桂生繼承九舖香酒業 一直守住鎮廠之寶「古麴釀」的秘方 于第6集病倒中風 于第15集遭阿東及黎順水綁架，墮崖雙腿殘廢 于第25集答允阿純的提親 于第30集父子重逢冰釋前嫌 于第39集因戰亂隨眾人逃至縣城 于第40集跟高福興化敵為友 于第41集回鄉重建古宅及「九舖香」，最后与兄弟冰釋前嫌 |
| ﹣     | 羅秀蘭 | 古世龍正室 古桂生之母 古世熊及古瑤之二嫂 羅鎮英之姊 興趣是造陶瓷 婚姻不快，長期酗酒 古桂生約10歲時逝世 |
| 陳秀珠 | 谷燕歡 | 細奶奶,細嫂 古世龍繼室 谷兆堂之妹 谷豐收之姑姐 阿純之誼母 常自作主張，欺壓黎順風 鄧蓮之妯娌，與其爭鋒相對，後和好 欺壓並針對劉玉鳯丶阿純，後和好 于第28集起勾結古世熊兩父子、谷兆堂、羅鎮英對付和誣陷黎順風及阿純 于第40集患失心瘋，後康復 于第41集獲古世龍原諒 |
| 鄧萃雯 | 古 瑤  | 孻姑娘 「九舖香」發酵房主管 「九舖香」暫代當家 古少亭及鍾明珠之三女 古世熊、古世龍之妹 古桂生、古桂霖及古琤瑜之三姑姐 裘真之女友 于第23集聯同阿純、黎順風研製出「白玉燒」 阿純之前未婚妻，後分手 于第26集大婚當日決定自梳從此不嫁 于第36集成功合力研釀新酒「玉凝香」 于第38集除髻還俗 于第39集獲金吉祥及何水清拼死相救，脫離張梓山之魔掌 于第41集回鄉重建古宅及「九舖香」 生性樂天、善解人意 古世龍唯一信任之人                                                                              |
| 馬德鐘 | 古桂生 | 桂生少爺 接任為「九鋪香」當家 古世龍及羅秀蘭之獨子 古世熊、古瑤之侄 陳思齊之夫 阿純之誼兄，跟阿純青梅竹馬 曾於省城讀書 于第5集沉在江中後失蹤 被「九鋪香」接濟的難民之一 于第29集憶述花尾渡大火後從軍，卻被上司陷害，后因誤殺良民而間歇情緒失控 于第30集父子重逢冰釋前嫌 于第35集在大醉後跟陳思齊發生關係 于第36集成功合力研釀新酒「玉凝香」 于第38集為成全黎順風及阿純二人而休妻 于第39集因戰亂跟黎順風逃至縣城 于第41集回鄉重建古宅及「九舖香」                                             |
| 楊婉儀 | 陳思齊 | 古家大少奶 古桂生之妻 參見陳家 |
| 佘詩曼 | 黎順風 | 古家大少奶兼新當家 參見黎家 |
| 林家棟 | 高 純  | 酒尾公、野仔 古世龍及谷燕歡之誼子 參見九舖香酒廠 |
| 張松枝 | 古桂霖 | 桂霖少爺 古世熊及鄧蓮之長子 古琤瑜之兄 古世龍、古瑤之侄 金吉祥之徒弟 當眾侮辱阿純（第10集） 企圖輕薄黎順風受懲罰（第11集） 承認串謀阿東偷去古家酒謀利（第17集） 後勾結古世熊、谷兆堂兩兄妹、羅鎮英對付和誣陷黎順風及阿純（第28集開始） 受羅鎮英唆擺毒害古世熊雙目（第39集） 真心悔改重回古家（第42集） |
| 殷 櫻  | 古琤瑜 | 古世熊及鄧蓮之幼女 古桂霖之妹 古世龍、古瑤之侄女 隨谷豐收私奔（第34集） 谷豐收之女友，後為其妻（第40集） 回鄉重建古宅（第41集） |
| 梁葆貞 | 五 娘  | 古桂生及古桂霖之乳娘 |
| 虞天偉 | 大 喜  | 大喜叔 古家僕人 |
| 徐 榮  | 阿 榮  | 古家僕人 |
| 嘉 浚  | 阿 浚  | 古家僕人 |
| 尤 程  | 玉 春  | 黎順風之近身婢女（第21集開始） 谷燕歡之近身婢女（第1-20集） 常欺壓黎順風，後和好 |
| 宋芝齡 | 玉 冰  | 谷燕歡之近身婢女 常欺壓黎順風，後和好 |
| 廖麗麗 | 葉 青  | 古家傭人（主要服侍鄧蓮） |
| 楊雯薏 | 碧 香  | 古家傭人 |
| 邵卓堯 | 從 輝  | 古家傭人 |

### 黎家
| 演員   | 角色   | 暱稱／關係 |
| 王 青  | 黎九斤 | 黎順風及黎順水之父 程氏之夫（已去世） 負責駕駛花尾渡，後拉橫水渡 因戰亂駕駛花尾渡領眾人逃至縣城（第39集） 好酒，怕黎順風 |
| 佘詩曼 | 黎順風 | 橫水妹，惡雞乸，霸王雞乸 新抱仔（劉玉鳳專用） 「九舖香」新當家（第21-34集）兼古家大少奶（第7-38集） 跟花雕共同管理發酵房（第18集） 負責拉橫水渡（第1-6、42集） 黎九斤及程氏之長女 黎順水之姊 賽綺紅之死黨 與阿純有感情線 阿純之誼嫂（第31集） 因父親及弟弟不生性，在家中需作管家婆 對古桂生有好感 冥婚嫁入古家（第7集） 把拜堂雞（代表古桂生）吃掉（第8集） 遭阿東及黎順水綁架（第15-17集） 救回古世龍之性命（第17集） 聯同阿純成功挽救「九舖香」之危機（第19-20集） 聯同阿純、古瑤研製出「白玉燒」（第23集） 終知悉阿純對己之愛意，內心煎熬（第26集） 成功合力研釀新酒「玉凝香」（第36集） 被古桂生休了，回復自由身（第38集） 因戰亂跟古桂生逃至縣城（第39集） 回鄉重建古宅及「九舖香」（第41集） 衍生出新酒「淚眼紅」（第42集） 最後與阿純重遇（第42集） 釀酒之材 獨立、倔強、伶牙利齒、不畏強權、重情義，以家庭為重 |
| 蔡康年 | 黎順水 | 黎九斤及程氏之幼子 黎順風之弟 好食懶飛，性格蠱惑，一無所長，游手好閒 聯同阿東借花尾渡走私古家酒 串謀阿東綁架古世龍後被囚（第15-17集） 因戰亂隨眾人逃至縣城（第39集） |

### 九舖香酒廠
| 演員   | 角色   | 暱稱／關係 |
| 秦 沛  | 古世龍 | 「九舖香」當家（第1-20集） 參見古家 |
| 盧海鵬 | 古世熊 | 「九舖香」當家（第37集） 勾對房主管 參見古家 |
| 鄧萃雯 | 古 瑤  | 發酵房主管 參見古家 |
| 張松枝 | 古桂霖 | 勾對房主管之助手 參見古家 |
| 林家棟 | 高 純  | 阿純、酒尾公，野仔 在縣城當苦力（第40集） 新當家副手（第21集開始） 酒尾公（第1-10集） 劉玉鳳及高福興之獨子 古世龍及谷燕歡之誼子（第31集） 古桂生之誼弟（第31集） 與黎順風有感情線 跟古瑤、古桂生青梅竹馬 嘗試掌火煮出半天醇（第10集） 金吉祥之徒弟（第12集） 聯同黎順風成功挽救「九舖香」之危機（第19-20集） 遷入磚屋（第22集） 聯同黎順風、古瑤研製出「白玉燒」（第23集） 向古家提親要娶古瑤並答允古世龍入贅（第25集） 首次向黎順風表白（第26集） 跟古瑤達共識不成親，友誼無損（第26集） 成功合力研釀新酒「玉凝香」（第36集） 因戰亂逃至縣城（第39集） 父子冰釋前嫌（第40集） 於第41集回鄉重建古宅及「九舖香」 於第42集被曹雄軍隊強拉當兵 最後與黎順風重遇（第42集） 為人孝順、誠心、不怕吃虧，熱心助人，為他人著想 造酒造詣高，自製藥酒 |
| 雪 妮  | 劉玉鳳 | 純媽 高福興之妻 阿純之母 受情傷成瘋婦 變瘋後因洗酒瓶首次收工錢（第22集） 遷入磚屋（第22集） 建議用醬油樽助酒廠解缺樽之困（第22集） 以浸過豬肉的酒做菜（第23集） 因戰亂隨眾人逃至縣城（第39集） 夫妻重抬舊好（第40集） 回鄉重建古宅及「九舖香」（第41集） |
| 佘詩曼 | 黎順風 | 「九舖香」新當家（第21-34集） 參見黎家 |
| 馬德鐘 | 古桂生 | 「九舖香」當家（第35-37集） 參見古家 |
| 蔡國慶 | 谷兆堂 | 米王 米棚主管 谷燕歡之兄 谷豐收之父 後勾結古世熊兩父子、谷燕歡、羅鎮英對付和誣陷黎順風及阿純（第28集開始） 悔改後協助重建古宅及「九舖香」（第41集） |
| 鄧一君 | 谷豐收 | 谷少爺 小保哥（戲班內的專稱） 盛酒房新主管（第22集開始） 谷兆堂之子 金吉祥之徒弟（第12集） 新靚保之入室弟子（第24集） 帶古琤瑜私奔（第34集） 古琤瑜之夫（第40集） 回鄉重建古宅及「九舖香」，立志成為新一代「米王」（第41集） 戲癡 |
| 郭政鴻 | 羅鎮英 | 「九舖香」總管 古世龍之舅仔 羅秀蘭之弟 古桂生之舅父 一直單戀古瑤 城府甚深 後勾結古世熊兩父子、谷兆堂兩兄妹對付和誣陷黎順風及阿純（第28集開始） 被推下山崖 與阿純丶古桂生各自被雷軍官捉走並於船上重遇（第40集） 於42集回鄉，並告知黎順風及眾人，阿純已死的消息 |
| 元 華  | 金吉祥 | 二撇雞 蒸煮房新主管、火王 阿純、何水清、谷豐收、古桂霖、阿柴、吉叔之師父 暗戀古瑤 假意給蘇一文收買而暗中調查（第19-20集） 建議黎順風接任為新當家（第20集） 建議把黃蟠果與吉祥果混合製酒餅（第27集） 成功合力研釀新酒「玉凝香」（第36集） 拚死勇救古瑤脫離張梓山之魔掌（第39集） 回鄉重建古宅及「九舖香」（第41集） 對眾徒弟嚴格刻薄、要求高 15年前釀酒比試輸給古世龍，改作四川天香樓之廚子（第10集出現） |
| 韋家雄 | 何水清 | 金吉祥之徒弟（第10集出現） 單戀賽綺紅，後成為賽綺紅之夫（第42集） 拚死勇救古瑤脫離張梓山之魔掌（第39集） 回鄉重建古宅及「九舖香」（第41集） |
| 曾偉權 | 裘 真  | 古瑤之男友 蒸煮房主管、火王 於第5集去世 |
| 曾偉權 | 張梓山 | 軍閥少帥(第33集出現) 湖南張督軍之九公子 高福興之上司 耍手段企圖奪取九舖香及古瑤 |
| 魏惠文 | 阿 柴  | 蒸煮房工人 裘真前下屬 掌火不力被灼傷（第9集） 金吉祥之徒弟（第12集） |
| 陳狄克 | 吉 叔  | 蒸煮房工人 裘真前下屬 掌火不力被灼傷（第9集） 金吉祥之徒弟（第12集） 多次暗中破壞「九舖香」的挽救行動，最終被趕出酒廠和村莊（第20集） |
| 郭卓樺 | 阿 楊  | 米棚工人 谷兆堂下屬 |
| 梁輝宗 | 阿 安  | 米棚工人 谷兆堂下屬 |
| 陳勉良 | 南 叔  | |
| 孫季卿 | 忠 叔  | |
| 陳念君 | 阿 君  | |
| 張漢斌 | 阿 斌  | 儲存房工人 |
| 關 菁  | 蘇一文 | 盛酒房主管 收買金吉祥煽動眾工人罷工和搶貨，最終被趕出酒廠和村莊（第20集） |
| 李啟傑 | 阿 基  | 盛酒房工人 |
| 嚴文軒 | 阿 華  | 盛酒房工人 |
| 黃俊紳 | 阿 威  | 盛酒房工人 |
| 游 飈  | 阿 全  | 古桂霖近身下屬，協助其作姦犯科，後悔改 |
| 黃煒林 | 阿 邦  | 勾對房工人 一家三代在古家打工 |
| 許明志 | 阿 培  | |
| 陳安琪 | 花 雕  | 發酵房工人 |
| 伍慧珊 | 美 君  | 發酵房工人 |
| 蘇麗明 | 彩 蘭  | 發酵房工人 |
| 曾慧雲 | 阿 三  | 盛酒房工人 |
| 梁珈詠 | 阿 梅  | 盛酒房工人 |
| 諾 曈  | 阿 曈  | 盛酒房工人 |

### 陳家
| 演員   | 角色       | 暱稱／關係 |
| 譚一清 | 陳老爺     | 富商 陳思齊之父 |
| 黎石雲 | 陳夫人     | 陳思齊之母 |
| 楊婉儀 | 陳思齊     | 古家婢女（第26集開始） 古桂生之妻（第42集） 陳老爺及陳夫人之獨女 親人全去，家道中落，被賣給錢老爺作六姨太，幸被阿純贖身救出（第25集） 跟醉酒後的古桂生發生關係（第35集） 自梳不嫁（第36集） 因戰亂隨眾人逃至縣城（第39集） 回鄉重建古宅及「九舖香」（第41集） |
| 伍濼文 | 陳思齊婢女 | |

### 其他演員
| 演員     | 角色           | 暱稱／關係 |
| 劉玉翠   | 賽綺紅         | 紅姑 古家女工（第26集開始） 「杏花樓」陪酒姑娘（第24集） 「同樂棧」食店老闆娘 黎順風之死黨 曾嫁了三次 黎順風之送嫁姊妹（第7集） 被未婚夫阿武騙財（第22集） 幸被黎順風贖身救出「杏花樓」（第25集） 回鄉重建「九舖香」（第41集） 何水清之單戀對象，後成為何水清之妻（第42集）                                                        |
| 鄧泰和   | 大 舊          | |
| 陸事銘   | 敵 強          | |
| 陸事銘   | 阿 銘          | |
| 何偉業   | 老千甲         | （第1集） |
| 韋志文   | 老千乙         | （第1集） |
| 譚權輝   | 金 牛          | |
| 招石文   | 古董楊         | 集古齋古董店老闆（第2-3、21集） |
| 華忠男   | 村 長          | |
| 顏頌詩   | 菜 心          | 黎順風、賽綺紅之友 黎順風之送嫁姊妹（第7集） |
| 黃碧玲   | 小 桃          | 黎順風、賽綺紅之友 黎順風之送嫁姊妹（第7集） |
| 劉恩婕   | 阿 嫻          | 黎順風、賽綺紅之友 黎順風之送嫁姊妹（第7集） |
| 黃蘊妍   | 阿 美          | 黎順風、賽綺紅之友 父病重獲眾姊妹贈醫藥費（第2集） 黎順風之送嫁姊妹（第7集） |
| 楊嘉諾   | 阿 東          | 曾替古家打工,解僱後借花尾渡走私古家酒（第3、5集） 策劃及進行綁架古世龍（第15-17集） |
| 李海生   | 郭老闆         | 天泉酒莊老闆 說服裘真偷取古家釀酒秘密（第4集） 要求古家抵押「九鋪香」才借貸（第16、18-20集） |
| 甘子正   | 郭老闆手下     | （第19-20集） |
| 林遠迎   | 阿 炳          | 花尾渡工人 黎九斤下屬 |
| ﹣       | 阿 喜          | 花尾渡工人 黎九斤下屬 |
| ﹣       | 福 伯          | 因打算遷往南洋而賣屋（第5集） |
| 黃梓衡   | 路人甲         | （第5集） |
| 趙敏通   | 路人乙         | （第5集） |
| 歐陽國璋 | 路人丙         | （第5集） |
| ﹣       | 陳老闆         | 黎九斤之船主兼老闆（第6集） |
| 馬國明   | 醫 生          | （第6集） |
| 凌禮文   | 風水先生       | （第6集） |
| 蘇恩磁   | 六 姑          | 媒婆（第6集） |
| 趙永洪   | 食 客          | （第6集） |
| 趙永洪   | 村 民          | （第37集） |
| 賀文傑   | 食 客          | （第6集） |
| ﹣       | 好命婆         | （第7集） |
| 余慕蓮   | 大妗姐         | （第7集） |
| 凌 漢    | 途 人          | （第7集） |
| 凌 漢    | 四 叔          | （第22集） |
| 凌 漢    | 堅 叔          | 喝下毒酒（第37集） |
| 黎秀英   | 途 人          | （第7集） |
| 黎秀英   | 四 嬸          | （第22集） |
| 黎秀英   | 堅 嬸          | （第37集） |
| 曾建明   | 裝修師傅       | 負責裝修蒸煮房（第12集） |
| ﹣       | 爆竹商人       | 曾賣爆竹給阿純而來古家追債（第12集） |
| 何志祥   | 打更佬         | （第13集） |
| -        | 恆泰洋貨老闆   | （第15集） |
| 黃天鐸   | 方老闆         | 黎順水之新老闆兼船主（第15-16集） |
| 梁建平   | 阿 武          | 廣州商人（第21-22集） 賽綺紅之情人 |
| 郭德信   | 酒 商          | 大量買入「九鋪香」新酒（第23-24集） |
| 李鴻傑   | 酒 商          | 大量買入「九鋪香」新酒（第23-24集） |
| 黃文標   | 酒 商          | 大量買入「九鋪香」新酒（第23-24集） |
| 魯振順   | 新靚保         | 保老闆,廣東武生王 粵劇名伶（第23集出現） 谷豐收之師父（第24、40集） |
| 方 傑    | 大豆叔         | 「同樂棧」食店新老闆（第23集） |
| 黃鳳     | 媚 姨          | 「杏花樓」鴇母（第24-25集） |
| 鄧汝超   | 「杏花樓」龜公 | （第24集） |
| 夏竹欣   | 「杏花樓」妓女 | （第24-25集） |
| 林彩紅   | 「杏花樓」妓女 | （第24-25集） |
| 王少萍   | 「杏花樓」妓女 | （第24-25集） |
| 宋紫盈   | 「杏花樓」妓女 | （第24-25集） |
| 車保羅   | 陳老闆         | 嫖客（第24集） |
| 鄧榮燊   | 錢老爺         | 打算娶陳思齊為六姨太（第25集） |
| 古明華   | 阿 虎          | 難民兼散工（第26-31集） |
| 楊俊廷   | 難 民          | 阿虎之友兼散工（第27-31集） |
| 陳榮峻   | 雷軍官         | 古桂生軍隊前上司（第29、39、42集） 以權謀私，設局陷害古桂生（第29集） |
| -        | 大 夫          | 給古桂生診病（第30集） |
| 劉 江    | 高福興         | 軍閥副官，張梓山之下屬 阿純之生父（第31集出現） 劉玉鳳之夫 湖南富商 設局把毒米賣給九鋪香（第32集） 跟妻兒重逢（第33集） 聯合古世熊派系對付古世龍 跟妻兒恩斷義絕（第33集） 勇救阿純等人受重傷（第39集） 因戰亂隨眾人逃至縣城（第39集） 父子冰釋前嫌，夫妻重拾舊好（第40集） 跟古世龍化敵為友（第40集） 回鄉重建「九舖香」（第41集） |
| 楊證樺   | 高福興手下     | （第33集） |
| 盧永匡   | 高福興手下     | （第33集） |
| -        | 岑老闆         | 縣城利豐米行老闆（第32集） 古家之世交 |
| -        | 馮 義          | 馮義記老闆（第32集） |
| 葉 暐    | 張梓山隨從     | |
| ﹣       | 趙師傅         | 紅蓮村製造酒樽之師傅（第38集） |
| 戴少民   | 梁副官         | 張梓山之下屬（第38-39集） |
| 陳德文   | 軍閥士兵       | 張梓山之下屬 |
| -        | 劉大哥         | 縣城渡頭苦力工頭（第40集） |
| -        | 縣城米行老闆   | 前後騁請阿純及黎順風（第40集） |

## 獎項
| 年度 | 頒獎典禮           | 獎項                     | 獲獎者 |
| ---- | ------------------ | ------------------------ | ------ |
| 2001 | 萬千星輝賀台慶2001 | 本年度我最喜愛的電視角色 | 佘詩曼 |
| 2002 | 壹電視大獎2002     | 十大電視藝人             | 佘詩曼 |

## 電視節目的變遷
| 香港 無綫電視翡翠台第二線劇集 星期一至五 21:30-22:30 | 香港 無綫電視翡翠台第二線劇集 星期一至五 21:30-22:30 | 香港 無綫電視翡翠台第二線劇集 星期一至五 21:30-22:30 |
| ---------------------------------------------------- | ---------------------------------------------------- | ---------------------------------------------------- |
|                                                      | 酒是故鄉醇 （2001.10.29 - 2001.12.22）               |                                                      |
| 婚前昏後 （2001.09.24 - 2001.10.26）                 | 勇探實錄 （2001.12.24 - 2002.01.18）                 |                                                      |

| 香港 無綫電視翡翠台黃昏劇集時段 逢星期一至五17:55-18:25 | 香港 無綫電視翡翠台黃昏劇集時段 逢星期一至五17:55-18:25 | 香港 無綫電視翡翠台黃昏劇集時段 逢星期一至五17:55-18:25 |
| ------------------------------------------------------- | ------------------------------------------------------- | ------------------------------------------------------- |
|                                                         | 酒是故鄉醇 （2008.12.18 - 2009.04.15）                  |                                                         |
| 戇夫成龍 （2008.10.23 - 2008.12.17）                    | 天子尋龍 （2009.04.16 - 2009.06.11）                    |                                                         |